# Skryje (district de Brno-Campagne)
Pour les articles homonymes, voir Skryje.
Skryje (en allemand : Skree) est une commune du district de Brno-Campagne, dans la région de Moravie-du-Sud, en République tchèque. Sa population s'élevait à 69 habitants en 2020.

## Géographie
Skryje se trouve dans les monts de Bohême-Moravie, à 10 km à l'ouest-nord-ouest de Tišnov, à 31 km au nord-ouest de Brno et à 155 km au sud-est de Prague.
La commune est limitée par Olší au nord, par Pernštejnské Jestřabí à l'est, par Horní Loučky au sud-est et au sud, par Tišnovská Nová Ves à l'ouest et par Drahonín à l'ouest.

## Histoire
La première mention écrite de la localité date de 1358.